# Albert Jurardus van Prooijen
Albert Jurardus van Prooijen (Groningen, 7 september 1834 - Amsterdam, 31 oktober 1898) was een Nederlandse kunstschilder.

## Leven en werk
Van Prooijen was een zoon van Johannes van Prooijen (1801-1871), huisschilder, en Ebeldina Jacoba Smit (1799-1867). Als dertienjarige werd hij ingeschreven als leerling aan Academie Minerva in de stad Groningen, waar hij les kreeg van Jacob Bruggink, Jan Ensing en J. Schoonebeek. Na zijn studie werkte hij aanvankelijk bij zijn vader, die zijn bedrijf aan het Lage der A had. 
Hij nam in volgende jaren deel aan diverse exposities en won een aantal prijzen voor zijn werk. In 1853 ontving hij de Grote Koninklijke Medaille voor schilderkunst. Met zijn schilderij Landelijke eenvoudigheid won hij in 1858 een prijsvraag van Pictura. Van Pictura kreeg Van Prooijen de opdracht om aquarellen te maken van het in- en exterieur van het Groene Weeshuis in de stad, gevestigd in het voormalige Jacobijnerklooster, waarvan delen op de nominatie stonden om te worden gesloopt. Samen met Carel Christiaan Anthony Last maakte hij stadsgezichten, die in 1861 in steendruk onder de naam Album der stad Groningen door boekhandelaren A.L. Scholtens en H.R. Roelfsema werden uitgegeven. 
In 1864-1865 verving hij enige tijd Johannes Hinderikus Egenberger als hoofdonderwijzer aan Minerva. Volgens Franciscus Hermanus Bach kreeg Van Prooijen vanwege een drankprobleem geen vaste aanstelling als docent.
Hij trouwde in 1868 met de twaalf jaar jongere Hinderkien Kruijer, uit dit huwelijk werden zeven kinderen geboren. In 1869 vestigde het gezin zich in Amsterdam. Van Prooijen schilderde aanvankelijk vooral stadsgezichten, na zijn verhuizing naar Amsterdam trok hij er geregeld op uit en schilderde meer landschappen en riviergezichten.
Van Prooijen overleed in Amsterdam, op 64-jarige leeftijd. In 1997, bijna 100 jaar na zijn overlijden, werd in de Fraeylemaborg in Slochteren een overzichtstentoonstelling gehouden van zijn werk.

## Werken (selectie)

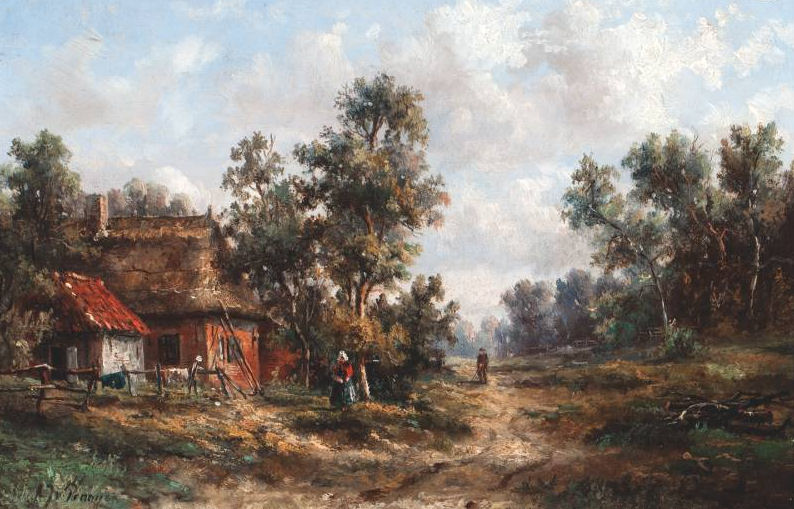
Boerenwoning aan landweg
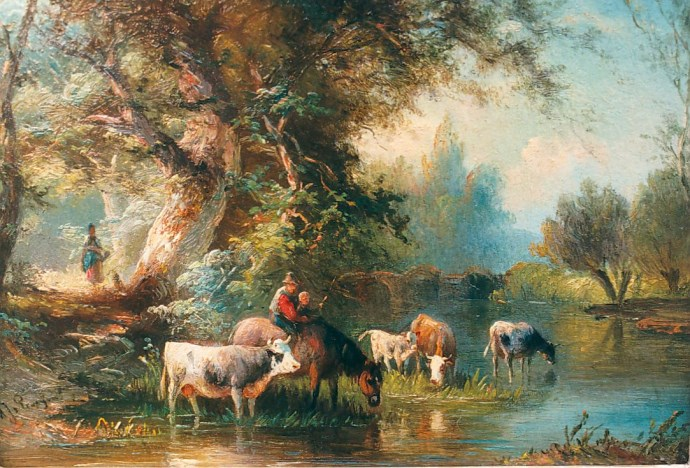
Drinkend vee
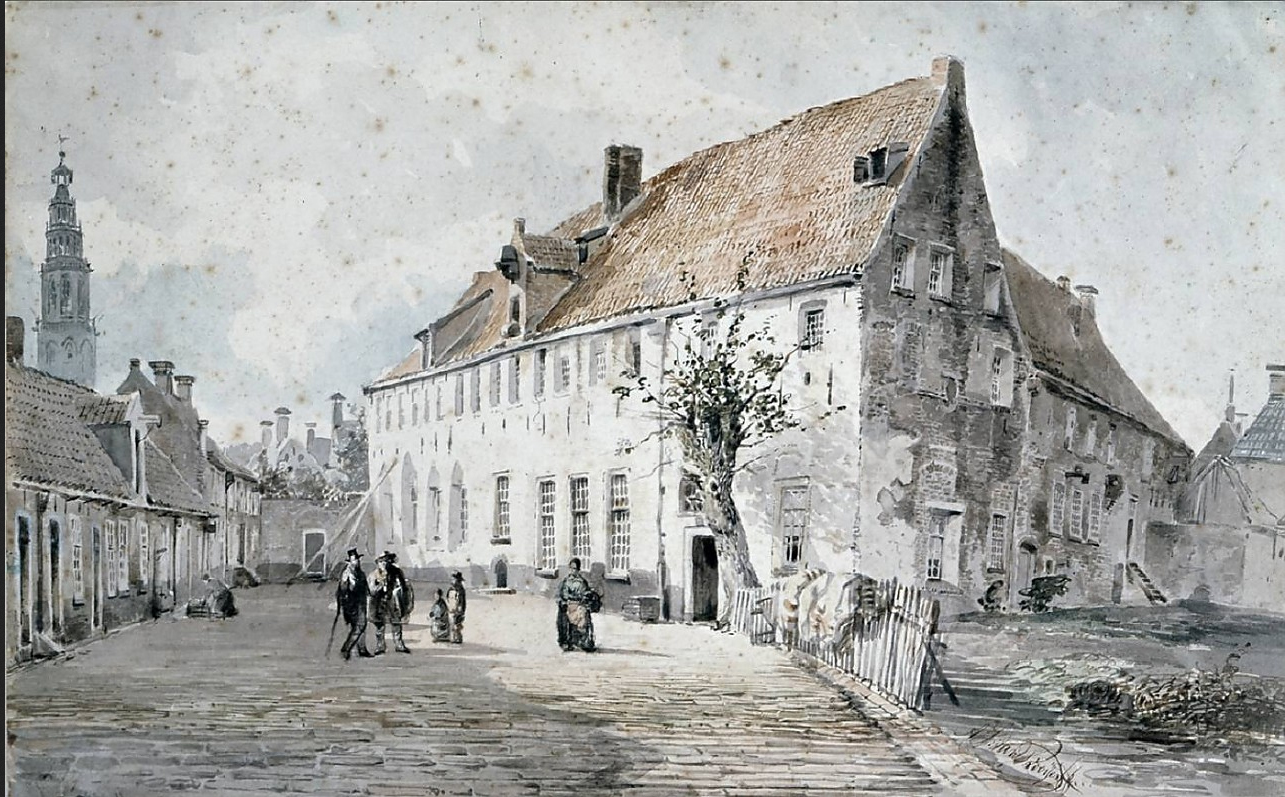
Groene Weeshuis in Groningen (1858)
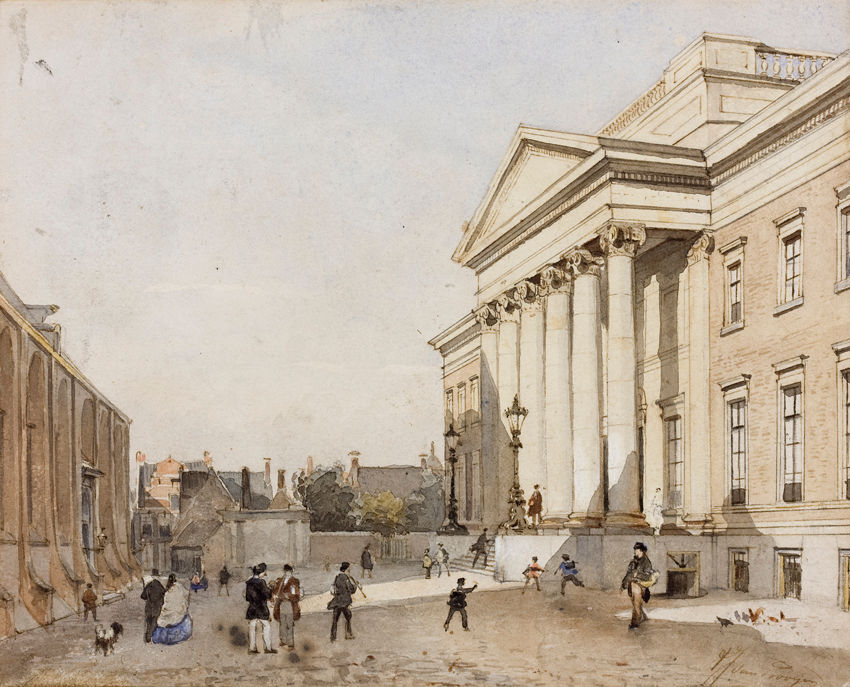
Het tweede Academiegebouw in Groningen (ca. 1895), Groninger Museum